# 松岡哲永
松岡 哲永（まつおか てつなが、1969年3月1日 ― 2021年1月29日 ） は、日本の俳優、演出家、プロデューサーである。
プロデュース劇団幌張馬車（ポジャンマッチャ）代表。

## 来歴
会社員を経て、劇団「新宿梁山泊」に入団。新宿梁山泊退団後の2007年、プロデュース劇団『幌張馬車(ポジャンマッチャ)』を旗揚げ。以降、幌張馬車全作品への出演とプロデュースを手がける。

## 出演作品

### 映画
- 夜を賭けて（2002年）
- 青燕（2005年 韓国映画） - 教官 役
- ガラスの使徒（2005年）
- ハブと拳骨（2008年） - 宮下 役
- 砂時計（2008年） - 駐在員 役
- その日のまえに（2008年） - 家具屋の二代目 役
- THE LAST MESSAGE -海猿-（2010年） - 韓国海上保安庁 救助隊隊長 役
- 遠くの空（2010年） - 面接官 役
- この空の花 長岡花火物語[1] （2012年)
- ファイナル・ジャッジメント（2012年） - 公安刑事 役
- 黄金を抱いて翔べ（2012年）
- 미국인 친구 –AN AMERICAN FRIEND-（2014年 韓国映画） - 日本人作家 ハトヤマシンジ 役
- 死んだ目をした少年（2015年）
- 駆込み女と駆出し男（2015年） - 田の中勘助 役

### テレビドラマ
- 真実一路（2003年、フジテレビ系）
- マグロ・ボーイズ（2004年、テレビ朝日系）
- 海峡（2007年、NHK） - 釜山の刑事 役
- 東京、天気雨（2008年、韓国ドラマ）
- わたしが子どもだったころ 大鶴義丹編（2009年、NHK） - 大久保鷹 役
- 人間昆虫記（2011年、WOWOW）
- 家族八景 Nanase , Telepathy Girls Ballad（2012年、TBS系） - 葬儀屋 役
- 破門(疫病神シリーズ)（2015年、BSスカパー!） - 労働者風の男 役
- 水曜ミステリー9 「警視庁特命刑事☆二人〜代官山コールドケース〜」（2015年、テレビ東京）
- 螻蛄(疫病神シリーズ)（2016年、BSスカパー!） - 労働者風の男 役
- 99.9-刑事専門弁護士- 第五話（2016年、TBSテレビ） - 元刑事 水鳥 拳 役

### ネット・ドラマ
- 革命ステーション5＋25（2009年、au配信） - ロケ・ディレクター前田 役

### ショート・フィルム
- コノシマニウマレテ（2006年）
- スマイルバス（2011年、観光庁製作 *日韓観光振興プロジェクト特別製作）
- 幸せの青い鳥居 – Blue Gateway of Happiness -（2013年、幌張馬車製作）

### 舞台
- 新宿梁山泊 「千年の孤独」「愛の乞食」「吸血姫」「どん底」「唐版 風の又三郎」他
- ワン・コリア・フェスティバル 「夢向石の詩」（1999年）
- 日韓PAC2002 日韓芸術コラボレーション・フェスティバル2001プレ公演 「間 –HAZAMA-」（2001年）
- 日中韓PAC2002 舞台芸術コラボレーション・フェスティバル 「間 –HAZAMA-」*韓国公演含む （2002年）
- タヴン・タヴロウ 「そして僕には、好きな人ができた」（2004年）
- 日韓友情年2005 「エビ大王」（2005年）
- JAM SESSION 「危機一髪！」（2006年）
- 「タンゴ・冬の終わりに」（2006年）
- 近童弐吉 with 快傑Z 「Love Letter」（2007年）
- 劇団アランサムセ 「メイクアップ」（2008年）
- 快傑Z with 幌張馬車 「七巡り 〜落椿とえんぴつ」（2010年）
- 路地裏月光堂「時の女」（2012年）
- CUONプロデュース 「都市は何によってできているのか」（2012年）
- 月歌舎 「スマイルデッド」（2013年）
- SOUL AGE × 月歌舎 Presents「スマイルデッド2014」（2014年）
- オフィスパラノイア「明治悪党奇譚」（2015年）
- 劇団アランサムセ 「メイクアップ」（2016年 再演）

### 演出舞台
- 茶ばしら[2] 「茶屋 ~cha・ya~」（2009年）

### プロデュース
- 幌張馬車プロデュース Vol.1 「木田さん」*旗揚げ公演（2008年 作：池田真一　演出：入谷俊一）
- 幌張馬車プロデュース Vol.2 「Aurora アウロラ ～しらせにのって」（2009年 作：池田真一　演出：入谷俊一）
- 幌張馬車プロデュース Vol.3 「ただ、空の青きを知る ～北枕空港最後の一日」（2010年 作：池田真一　演出：入谷俊一）
- 幌張馬車プロデュース Vol.4 「夏祭りの前に」（2012年 作：池田真一　演出：藤原知之）
- 幌張馬車プロデュース Vol.5 「三十三回忌」（2015年 作：池田 真一 （演出） 木村（^^）ひさし）

### その他・プロデュース
- 快傑Z with 幌張馬車「七巡り 〜落椿とえんぴつ」（2010年）
- 幌張馬車製作ショート・フィルム「幸せの青い鳥居 – Blue Gateway of Happiness -」（2013年）

## 受賞歴
2013年度
- ベストアクターアワード

SHORT SHORTS FILM FESTIVAL & ASIA 2013 アジア インターナショナル＆ジャパン部門にて
「ベストアクターアワード」受賞（幸せの青い鳥居 – Blue Gateway of Happiness - ）